# Huis Van Wassenhove
Huis Van Wassenhove is een brutalistische villa in het Oost-Vlaamse Sint-Martens-Latem. Eind jaren '60 ontwierp de Belgische architect Juliaan Lampens deze privéwoning, de bouw werd aangevat in 1972 en voltooid in 1974.

## Toelichting
De opdrachtgever, vrijgezel Albert Van Wassenhove, leraar en liefhebber van moderne kunst en architectuur, gaf Lampens carte blanche. Na het overlijden van Albert Van Wassenhove in 2012 werd het huis nagelaten aan Universiteit Gent, die gaf het op haar beurt in langdurig bruikleen aan het Museum Dhondt-Dhaenens in Deurle. Huis van Wassenhove werd in 2015 gerestaureerd dankzij het mecenaat van Philippe en Miene Gillion. Reeds in 2012 diende de Gentse universiteit een aanvraag in om de woning te laten erkennen en beschermen als monument. In november 2014 werd het gebouw erkend als bouwkundig erfgoed en sinds september 2017 is het een beschermd monument.

## Kenmerken
Huis van Wassenhove is een gebouw van beton, hout en glas, waarin alle woonfuncties in elkaar overlopen. Er is één open ruimte in plaats van aparte kamers. De massiviteit van beton wisselt af met de warmte van hout en de lichtinval die door de hoge ramen zonder kozijnen gecreëerd wordt. Geometrische basisvormen bepalen de structuur van het interieur: de slaapruimte is een cirkel, de keuken een driehoek, het bureau een vierkant. Juliaan Lampens verklaarde later dat een bouwwerk ondergeschikt is aan de natuur en op termijn de laatste medewerker moet worden. Dit komt tot uiting in het mos op de muren, de bomen rond het gebouw en het dak dat de glooiingen van de grond volgt. Op de grond van Huis van Wassenhove ligt een 'pistevloer': hetzelfde hout als in 't Kuipke in Gent. De vader van Juliaan Lampens was schrijnwerker en maakte de vloer van de wielerbaan. De villa heeft geen regenpijpen in de klassieke vorm. In het midden van het schuine dak bevindt zich een kunstige constructie waarlangs het regenwater naar beneden druppelt in een ronde vijver.

## Herbestemming
Het Museum Dhondt-Dhaenens stelde na de renovatie de villa open voor rondleidingen en een residentieprogramma. Een aantal van deze residenties worden ingevuld en opgevolgd in samenwerking met de Vakgroepen Architectuur en Kunstwetenschappen van de Universiteit Gent. Door het brede publiek kan de villa ook gereserveerd worden als B&B. Deze verblijfsvorm ondersteunt mee het residentieprogramma dat door het museum in de woning georganiseerd wordt.